# ديبرا ميسينغ
ديبرا ميسينغ لين (بالإنجليزية: Debra Messing)‏ (ولدت في 15 أغسطس 1968) في بروكلين، نيويورك سيتي، نيويورك في الولايات المتحدة هي ممثلة اميركية معروفة أكثر لأدوارها التلفزيونية الكوميدية

## وصلات خارجية
- ديبرا ميسينغ على موقع IMDb (الإنجليزية)
- ديبرا ميسينغ على موقع روتن توميتوز (الإنجليزية)
- ديبرا ميسينغ على موقع ألو سيني (الفرنسية)
- ديبرا ميسينغ على موقع ميوزك برينز (الإنجليزية)
- ديبرا ميسينغ على موقع تيرنر كلاسيك موفيز (الإنجليزية)
- ديبرا ميسينغ على موقع أول موفي (الإنجليزية)
- ديبرا ميسينغ على موقع قاعدة بيانات برودواي على الإنترنت (الإنجليزية)
- ديبرا ميسينغ على موقع قاعدة بيانات الأفلام السويدية (السويدية)
- ديبرا ميسينغ على موقع إن إن دي بي (الإنجليزية)
- ديبرا ميسينغ على موقع قاعدة بيانات الفيلم (الإنجليزية)